# Lund (släkt)
Den adliga Lund-ätten introducerades på Riddarhuset år 1634 under nummer 209.
Den andra adliga Lund-ätten adlades år 1772 av militär Pehr Lund som behjälplig vid förberedelserna till Gustav III:s statskupp 1772. Han antog namnet af Lund(Pehr af Lund) men sökte ej inträde på Riddarhuset och står i deras register som ointroducerad adelsätt. 
Pehrs far Kaptenen Jonas Lund hade följt Karl XII vid slaget vid Poltava.
Pehr utmärkte sig som löjtnant vid pommerska kriget och blev sedermera major och publicist och gav ut sin egen tidning, Dagbladet.